# 하입보이 스카웃
하입보이 스카웃은 ENA에서 방송했던 예능 프로그램이었다.